# Cratere Kingu
Kingu è un cratere sulla superficie di Ganimede.